# Nukleotidexzisionsreparatur

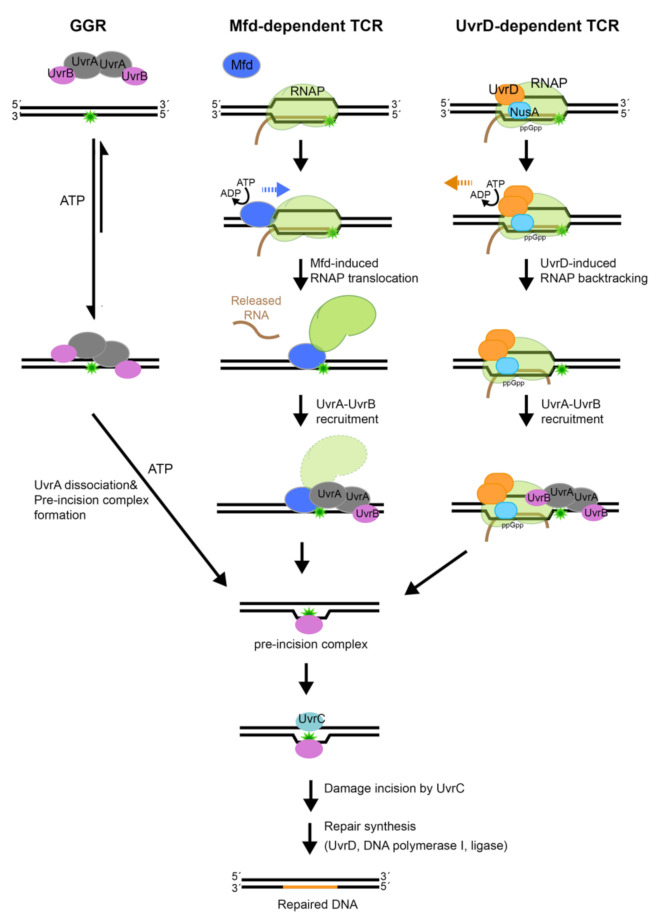
Mechanismen der Nukleotidexzisionsreparatur in Bakterien

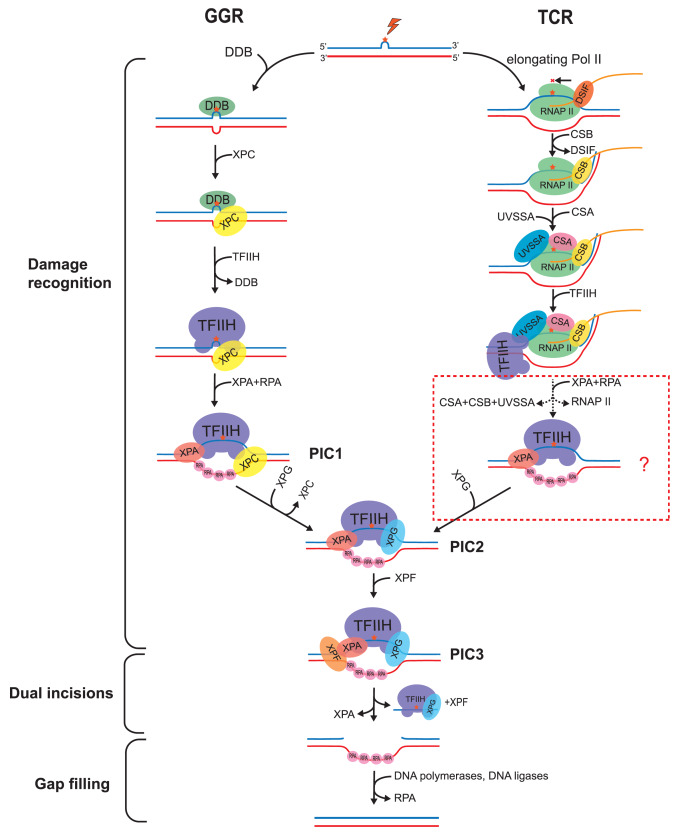
Nucleotidexzisionsreparatur in Menschen

Nukleotidexzisionsreparatur (englisch nucleotide excision repair, NER) ist ein Mechanismus der DNA-Reparatur von bestimmten DNA-Schäden, bei der ein Oligonukleotid von 22–30 Nukleotiden ersetzt wird.

## Eigenschaften
Die Nukleotidexzisionsreparatur repariert DNA-Schäden durch UV-Strahlen oder aromatische Mutagene. Diese Schäden sind Cyclobutan-Pyrimidin-Dimere (CPD), Pyrimidin-(6,4)-pyrimidon-Photoprodukte (6-4PP) und manche Alkylierungen. Sie wird in zwei Mechanismen unterteilt, global genome repair (GGR) und transcription-coupled repair (TCR). Beide Mechanismen bestehen aus folgenden Teilen: Erkennung des DNA-Schadens (Lücken, Addukte oder Doppelhelix-verändernde Strukturen), Entfernung eines Oligonukleotids mit dem Schaden durch zwei Schnitte der DNA, Synthese der korrekten Sequenz anhand der Vorlage des anderen DNA-Strangs und Ligation des Einzelstrangbruchs.
An der Erkennung sind bei der GGR XPC/RAD23B/Centrin-2 und TFIIH beteiligt.
Bei der TCR wird die Erkennung durch Cockayne syndrome group B protein (CSB, synonym ERCC6) eingeleitet, welche an die durch den Schaden blockierte Polymerase II bindet. CSB bindet weitere Proteine: CSA (synonym ERCC8) und UVSSA. UVSSA bindet wiederum TFIIH. Der Elongationsfaktor ELOF1 der Transkription und die Proteinkinase STK19 sind ebenso beteiligt, aber ihre Funktion unklar. Helicasen entwinden die DNA, damit ERCC1-XPF am 5’-Ende des Schadens und XPG am 3’-Ende des Schadens schneiden. Die herausgeschnittene Sequenz wird von TFIIH freigesetzt. Die Lücke wird durch DNA-Polymerasen aufgefüllt und per DNA-Ligasen mit dem folgenden Strang verknüpft. Bei Bakterien wird die TCR durch die Translokase Mfd eingeleitet.
Defekte der NER sind an der Entstehung von Xeroderma pigmentosum, Cockayne-Syndrom, Trichothiodystrophie und Cerebro-Oculo-Facio-skeletal-Syndrom beteiligt.
| Humanes Gen und (Protein)               | Maus-Ortholog | Hefe-Ortholog  | Stoffwechselweg | Funktion bei der NER                                                                               | GeneCards-Eintrag    |
| --------------------------------------- | ------------- | -------------- | --------------- | -------------------------------------------------------------------------------------------------- | -------------------- |
| CCNH (Cyclin H)                         | Ccnh          | CCL1           | GGR und TCR     | Untereinheit der CDK Activator Kinase (CAK)                                                        | CCNH                 |
| CDK7 (Cyclin Dependent Kinase (CDK) 7)) | Cdk7          | KIN28          | GGR und TCR     | Untereinheit der CAK                                                                               | CDK7                 |
| CETN2 (Centrin-2)                       | Cetn2         | Unknown        | GGR             | Schadenserkennung, bildet mit XPC einen Komplex                                                    | CETN2                |
| DDB1 (DDB1)                             | Ddb1          | Unknown        | GGR             | Schadenserkennung, bildet mit DDB2 einen Komplex                                                   | DDB1                 |
| DDB2 (DDB2)                             | Ddb2/Xpe      | Unknown        | GGR             | Schadenserkennung, bindet XPC                                                                      | DDB2                 |
| ERCC1 (ERCC1)                           | Ercc1         | RAD10          | GGR und TCR     | Beteiligt am Schnitt am 3'-Ende des Schadens, bildet Komplex mit XPF                               | ERCC1                |
| ERCC2 (XPD)                             | Ercc2         | RAD3           | GGR und TCR     | ATPase und Helicase; Untereinheit des TFIIH                                                        | ERCC2                |
| ERCC3 (XPB)                             | Ercc3         | RAD25          | GGR und TCR     | ATPase und Helicase; Untereinheit des TFIIH                                                        | ERCC3                |
| ERCC4 (XPF)                             | Ercc4         | RAD1           | GGR und TCR     | Beteiligt am Schnitt am 3'-Ende des Schadens; strukturspezifische Endonuklease                     | ERCC4                |
| ERCC5 (XPG)                             | Ercc5         | RAD2           | GGR und TCR     | Beteiligt am Schnitt am 5'-Ende des Schadens; stabilisiert TFIIH; strukturspezifische Endonuklease | ERCC5                |
| ERCC6 (CSB)                             | Ercc6         | RAD26          | TCR             | Elongationsfaktor der Transkription, beteiligt an der Entfaltung des Chromatins                    | ERCC6                |
| ERCC8 (CSA)                             | Ercc8         | RAD28          | TCR             | Ubiquitinligase-Komplex; bindet CSB und p44 des TFIIH                                              | ERCC8                |
| LIG1 (DNA-Ligase I)                     | Lig1          | CDC9           | GGR und TCR     | Ligation                                                                                           | LIG1                 |
| MNAT1 (MNAT1)                           | Mnat1         | TFB3           | GGR und TCR     | Stabilisiert CAK-Komplex                                                                           | MNAT1                |
| MMS19 (MMS19)                           | Mms19         | MET18          | GGR und TCR     | Interagiert mit XPD- und XPB-Untereinheiten der TFIIH-Helicase                                     | MMS19                |
| RAD23A (RAD23A)                         | Rad23a        | RAD23          | GGR             | Schadenserkennung, bildet Komplex mit XPC                                                          | RAD23A               |
| RAD23B (RAD23B)                         | Rad23b        | RAD23          | GGR             | Schadenserkennung, bildet Komplex mit XPC                                                          | RAD23B               |
| RPA1 (RPA1)                             | Rpa1          | RFA1           | GGR und TCR     | Untereinheit des RFA-Komplexes                                                                     | RPA1                 |
| RPA2 (RPA2)                             | Rpa2          | RFA2           | GGR und TCR     | Untereinheit des RFA-Komplexes                                                                     | RPA2                 |
| TFIIH (Transkriptionsfaktor II H)       | Gtf2h1-3      | Tfb1 Ssl1 Tfb4 | GGR und TCR     | Beteiligt am Schitt, bildet Komplex um den Schaden herum                                           | GTF2H1 GTF2H2 GTF2H3 |
| XAB2 (XAB2)                             | Xab2          | SYF1           | TCR             | Schadenserkennung, bindet XPA, CSA und CSB                                                         | XAB2                 |
| XPA (XPA)                               | Xpa           | RAD14          | Both            | Schadenserkennung                                                                                  | XPA                  |
| XPC (XPC)                               | Xpc           | RAD4           | GGR             | Schadenserkennung                                                                                  | XPC                  |